# Paróczai András
Paróczai András (Jászladány, 1956. május 11. –) Európa-bajnoki érmes magyar futó.

## Pályafutása
Karrierje során 400, 800 és 4 × 400 méteren versenyzett. A moszkvai olimpián 20. helyezést ért el a hosszabb távon. 400-on kétszer volt szabadtéri országos bajnok (1979, 1980) Pályafutása legnagyobb sikereit a fedett pályán érte el: 1979-ben bronzérmet, 1980-ban illetve 1981-ben pedig ezüstérmet szerzett az Európa-bajnokságon.